# كارلا بورغر
كارلا بورغر (مواليد 22 نوفمبر 1988) هي لاعبة كرة طائرة شاطئية ألمانية.